# Манастир Витовница
Манастир Витовница је православни манастир који припада Епархији браничевској Српске православне цркве. Он је део Кучаја, ван граница старог Браничева. Манастирска црква је посвећена Успењу Пресвете Богородице. Манастир је смештен на десној обали истоимене реке, десетак километара источно од Петровца на Млави. Представља непокретно културно добро као споменик културе од великог значаја.

## Оснивање
Према предању манастир је изградио српски краљ Стефан Милутин после победе над бугарским одметницима Дрманом и Куделином, између 1289. и 1291. године, који су били утврђени у свом седишту у Горњачком Ждрелу.
Јоаким Вујић је у Будиму штампао „Путешествије по Сербији” у коме каже: „Основатељ овог светог манастира био је Свјати Милутин, краљ серпски”.
Митрополит Михајло у својој књизи „Српска црква у Краљевини Србији” издатој у Београду 1895. каже: „зидан је по предању од краља Милутина”.
Михаило Ризнић у Старинару Српског археолошког друштва издатом 1888. године пише: „Краљ Милутин је могао подигнути овај манастир после боја са Татарима 1291. Тада беху устали против северног српског краља Драгутина, Милутиновог брата, два одметника у Ждрелу браничевском, Дрман и Куделин. Милутин скупи силну војску и силно победи Татаре да је Млава потекла крвава”.
Српски краљ Милутин Немањић владао је од 1282. до 1321. године. А манастир Витовница је једна од његових задужбина. Храм је подигнут после 1291. године када је Свети краљ Милутин победио великаше браћу Дрмана и Куделина који су управљали Браничевом из града Ждрела у Горњачкој клисури.
Дрман и Куделин су Браничевску област претворили у својеврсно разбојничко легло из кога су узнемиравали суседне области којима су владали краљ Драгутин и краљ Угарске Владислав. Мађари су покушали 1285. године да их сузбију, али су у претрпели пораз у Горњачкој клисури у покушају да се пробију до Ждрела (13 km југоисточно од Петровца), у коме су се њих двојица утврдили. 
После њих је и Драгутин покушао да их сузбије, али је и он тешко поражен. О тежини пораза сведоче и наводи да су бугарски великаши после тога кренули у освајачку контраофанзиву. Њихов продор приморао је Драгутина да позове свог брата у помоћ и они су се састали у Мачковцу на Морави договоривши се о заједничкој акцији. Њихове здружене снаге сломиле су отпор Дрмана и Куделина, заузеле Ждрело, а потом и целу Браничевску област која је ушла у састав Драгутинове државе.
Своју победу над одметницима Свети Милутин је потврдио изградњом своје задужбине манастира Витовнице.

## Старешине манастира
- Макарије (1459—)[6]
- Данило (1713—)
- Стефан Михајловић
- Хаџи Стефан Бојовић
- Сава Лаповић
- Методије
- Никон Дамаскин
- Константин Вујић (1837—)
- Исаија Стојшић
- Стефан Михајловић, старешина манастира (1844—1851)
- Стефан Бојовић, старешина манастира (1851—1866)
- Методије Миловановић, старешина манастира (1896—1902)
- Никон Лазаревић, старешина манастира (1902—1903)
- Николај, старешина манастира (1903—1909)
- Дамаскин, старешнина манастира (1909—1911)
- Исаија Богдановић, старешина манастира (1911—1915)
- Пајсије Поповић, старешина манастира (1921—1923)
- Мојсије Бранковић, старешина манастира (1924—1927)
- Мелетије Раденковић, старешина манастира (1927—1928)
- Павле Панић, старешина манастира (1928—1931)
- Димитрије Хранисављевић, старешина манастира (1931—1934)
- Никанор Пујић, старешина манастира (1935—1941)
- Мардарије Здравковић, старешина манастира (1941—1944)
- Хризостом Пајић, старешина манастира (1946—1955)
- Теодор Арсић, старешина манастира (1959—1962, 1972—1980)
- Тадеј Штрбуловић, старешина манастира (1962—1972, 1980—1994, 1996—2003)
- Лазар Ранковић, старешина манастира (1994—1995, 2003—2007)
- Артемије Ранђеловић, старешина манастира (2007—2013)
- Пимен Дејановић, старешина манастира (2013—данас)

## Писани извори
Први писани помен о Витовници потиче из 1537. године из времена турске власти. Делио је судбину свог народа и ових простора, а то значи да је више пута рушен, спаљиван и поново из пепела подизан. Као и сви српски манастири налази се скрајнут са главних путева, у прелепој околини која омогућује духовни мир. Обновљен је 1856. године трудом игумана Хаџи Стефана Бојовића. Том приликом, браћа Иван и Милија Марковић извела су живопис и сликану декорацију иконостасне преграде. Под је поплочан каменом, a дозидана је спољна припрата и звоник.

## Архитектура манастирске цркве
Успењска црква, грађена у стилу моравске архитектуре, малих и складних пропорција, сажете триконхалне основе, са конхама споља полигоналним, а изнутра полукружним и куполом коју носе пиластри. Накнадно су дозидане спољна припрата и кула-звоник. Дуж северне, источне и јужне фасаде, испод профилисаног кровног венца, тече фриз слепих аркада. Изнад северних врата налази се камена плоча из 1218. године са натписом на старојерменском и старословенском језику, пренета из цркве у Орешковици, познате као Јерменска. Црква је зидана од камена, гашеним кречним малтером, и са врло мало опеке, која није сложена у редове зида. Основа цркве је крст са израженим олтарским и певничким аспидама. У самој олтарској аспиди сачуван је живопис из 1856. године. Настајање дрвеног иконостаса се везује за 1831, 1854. и 1894. годину. Унутрашњост цркве се дели на припрату, наос цркве и олтар.

## Монаси са Синаја-Синаити
У току XIV и XV века, монаси са Синаја под притиском Турака муслимана са југа, бежећи са хришћанског Истока населили су се у Србију за време цара Лазара и његовог сина деспота Стефана Лазаревића. Ови монаси Синаити у народу познати као велики и самопожртвовани верници, скривеног молитвеног живљења, запамћени у народу, а њихов је велики значај на обнови монаштва и духовног живота у Србији у XIV и XV веку. На северном делу средишњег делу цркве био је сахрањен анонимни монах Синаита. Овај гроб сада стоји празан, јер су његове мошти однете у Бугарску током бугарске окупације 1915. године.
У непосредној близини поред саме цркве, постоје гробови монаха, и над њима су надгробни споменици са основним подацима о преминулом калуђеру. У манастирској порти постоји веће манастирско гробље, где се међу монасима сахрањена и једна монахиња, Марина-Милорадовић.

## Историја

### Манастир у XVI веку
Манастир се релативно често помиње тек од 16. века, и то и у српским и у турским изворима. По турском попису из 1527. године у манастиру живе двојица монаха. По турском попису из 1537. године у манастиру живе тројица монаха и манастир плаћа велики порез што значи да је вероватно и даље прилично добро стајао. По турском попису из 1578. године у манастиру живе шесторица монаха. Из XVI века сачувано је чувено Витовничко јеванђеље.

### Манастир у XVII веку
Манастир у XVII веку можемо да пратимо кроз записе на књигама витовничког манастира. Неке од њих су спаљење у Народној библиотеци у Другом светском рату. Једна књига написана пре 1620. године налази се у Кијевској библиотеци. Пише на њој: „ову књигу манастиру Витовница приложи јеромонах Никифор”.
После Аустријско-турског рата Витовница највероватније остаје пусти и монаси 1690. године одлазе преко Дунава, на разне стране, а већина монаха прелази у манастир Бешеново на Фрушкој гори. Благо Витовнице је пописано и издвојено из имовине манастира Бешеново. Из овог периода сачувана је такозвана Витовничка чаша.

### Манастир у XVIII веку
Када је 1753. године пописиван инвентар манастира Бешеново и даље се имовина Витовничка посебно водила, но у Витовницу се братија није вратила. Витовничко благо остаје у Бешенову до Другог светског рата када су га Хрвати попалили и опљачкали.
Монашко братство након Сеобе Срба 1690 одлази у Бешеново, а мањи део се прикључује раваничким монасима у Сентандреји. Након пар деценија и смиривања ситуације пар монаха се вратило у Витовницу. Изасланик карловачког митрополита посетио је 1733. године Витовницу и тада су у Витовници живела два монаха.. Када је 1739. године Аустрија поново изгубила рат манастир опет остаје пуст витовнички монаси поново одлазе у Бешеново. Наступају тешки дани за манастир. До Првог српског устанка више нема никаквих помена о Витовници и историјским изворима.

### Манастиру у XIX веку - време обнове и процвата
Јоаким Вујић помиње страдање манастира од Турака у Првом српском устанку. Манастир је сав порушен и попаљен, а то је турска освета за учешће Хомољаца у устаничким борбама. Након Другог српског устанка почиње обнова манастира Витовнице. Паул Матејић обнавља дрвену припрату, а Стеван Добрњац обнавља део конака и оспособљава две келије и кухињу (1837).
Половином XIX века заслугом витовничких монаха Стефана Михајловића, Симеона Николића и особито Хаџи Стефана Бојовића долази до великог успона светиње. Црква је изнова фрескописана 1851. године, подигнута су три конака и звоник. Игуман Стефан Бојовић упамћен је и данас као симбол обнове Витовнице у XIX веку. Сматра се да је око 1856. године обновљен комплетан манастирски комплекс.
Манастир је толико узнапредовао да је о свом трошку подигао 1861. године основну школу у селу Витовници. Године 1856. у септембру манастир је путем јавне лицитације издавао у закуп своју крчму и продавницу. Како се продаја одвијала у среској кући у месту Свињи, биће да су ту били ти локали. У Свињи се издају у то време редовно на годину дана манастирска попаша, шуме и ливаде, те воде. Манастир се 1870. године налази у окружију Пожаревачком, срезу Млавском и епархији Београдској. У њему бораве четири калуђера, а манастирска слава је празник „Успење Богородице”.
Имао је манастир у свом власништву 1889. године, 1586 хектара шуме и 77 хектара оранице. Манастирски посед 1895. године чине: 1652 хектара шуме и 52 хектара њива. Игуман Методије 1897. године води бригу о винограду са 30.000 окалемљене лозе на америчкој подлози, расаднику са 40.000 лоза, воћњаку и пчелињаку. Ту је 1898. године током зиме одржан јаван курс калемарски - виноградарски и воћарски.
Монашко братство су 1898. године чинили: игуман Методије Миловановић и јеромонаси Милутин и Владимир. Игуман Методије покреће 1903. године црквени лист „Беседник”, који излази двонедељно. Нови игуман манастира је 1905. године отац Никон.

### Прва половина XX века - витовничка катастрофа
Напредак Витовнице зауставиле су историјске околности у првој половини ХХ века.
Од 1915-1918. године Петровац и млавски простор били су део бугарске окупационе зоне. Бугари су 1915. године одвели у логор витовничког игумана Исаију Богдановића и тамо су га убили. Бугарски војници су након тога опљачкали Витовницу одневши вредне богослужбене предмете и стоку. У Витовници крај северног зида средњег дела храма налазиле су се мошти непознатог Синаита које су бугарски војници опљачкали.

Манастир није успео да се опорави од страдања под бугарском окупацијом а већ стижу нова страдања под немачком и комунистичком окупацијом.
Због напада на немачку патролу недалеко од манастира Витовнице немачке окупационе власти одлучују да спале манастир. Сви објекти су спаљени, осим цркве којој је нагорео звоник. Сви конаци, све економске зграде и све оно што се уз тешку муку обнављало током целог XIX века је спаљено од стране немачких војника 1943. године. Монашко братство се спасило скривањем у околним шумама, а Немци су ипак ухватили витовничког јерођакона Авакума Момчиловића кога су спровели у логор на Бањици где су га и убили.
Када освајају власт локални сеоски комунисти 1945. године убијају сву преосталу братију и отимају од манастира сву имовину. Мештани Витовнице, комунисти, убијају и игумана Витовнице јеромонаха Мардарија Здравковића. Јеромонах Сава Марковић имао је 33. године када је убијен.
Из Другог светског рата манастир излази и без братства и без објеката и зграда.

### Друга половина ХХ века - мукотрпна обнова
У пуст и спаљен манастир одлуком надлежних црквених власти шаље се 1946. године јеромонах Хризостом Пајић и поставља за игумана. У изузетно тешким условима, без крова над главом, јеромонах Хризостом креће да поново обнавља манастир и њему припада заслуга што се у то најтеже време монаштво у Витовници уопште и одржало.
Године 1955. године Свети Тадеј Витовнички враћа се са Косова у своју родну Браничевску епархију и бива постављен за игумана Горњака недалеко од Витовнице. Свети Тадеј се поред обнове Горњака укључује и у обнову Витовнице, а касније постаје и игуман Витовнице.
Заслугом послератних игумана Витовнице: Хризостома Пајића, Теодора Арсића, Тадеја Штрбуловића и Лазара Ранковића манастир је унапређен и делимично обновљен и поред огромних страдања које претрпео у првој половини ХХ века.

## Витовничко јеванђеље
Витовничко јеванђеље је рукописно Јеванђеље написано у манастиру Витовници у првој половини XVI века. Поуздано се зна да је оковано у позлаћено сребро 1557. године. Посао је обавио чувени златар оног времена Вук Кондо који је сведочанство о свом раду оставио на горњој страни окова. Јеванђеље је писано црним мастилом, важније напомене исписане су растопљеним златом. Орнаменти и иницијали рађени су златном, плавом, црвеном и зеленом бојом, док су реченице раздвајане златном тачком. На насловној корици налази се 12 празника, док задњу корицу украшава Успење Пресвете Богородице и текст стихире који иде рубом окова.
Бежећи од Турака 1690. године витовнички монаси ново уточиште налазе у манастиру Бешеново где доносе и своје Јеванђеље познато зато и као Бешеновско јеванђеље.
У опису фрушкогорских манастира из 1753. године о њему пише: „Евангелије велико, рукопис, от обојих стран цјело оковато и позлашчено”.
Витовничко јеванђеље данас се чува у Музеју Српске православне цркве у Београду под инвентарском бројем 355.

## Витовничка чаша
Витовничка чаша је заправо анафорник, то јест, суд за дељење нафоре. Висок је 4 цм, пречника 18 цм, а исковао га је 1652. године Лука Кујунџија из Ћипровца код Ћустендила. Тамо је иначе био познат уметничко-кујунџијски центар у коме су српске кујунџије у XVII веку израђивали фине златне и сребрне предмете од којих су многи сачувани у фрушкогорским манастирима где су доспели у сеобама.
Сви ликови и ореоли на анафорнику су позлаћени. Данас се чува у Музеју Српске православне цркве у Београду.

## Игуман Методије
Игуман манастира Витовница у периоду од 1896 до 1902. године био је архимандрит Методије Миловановић. Наставио је да унапређује манастир. Веома вредан и предузимљив добро се старао о Витовници и њеној економији.
Као игуман манастира Витовнице био је оснивач Српског пчеларског друштва(1897) и оснивач листа Пчелар који и данас излази. У листу Пчелар био је запажен теоретичар и полемичар. Био је и члан Српског пољопривредног друштва. Заслужан је за развој пчеларства у хомољском и млавском крају које је популарисао међу становницима и од њега потиче чувени хомољски мед.
Пре Витовнице био је свештеник и службовао је у Шетоњу, Раброву и Ваљеву. Оставши удов 1895. године прима монашки чин и постаје старешина манастира Витовнице. Уређивао је од 1902. године лист Беседник. Написао је три књиге о Светој гори и Хиландару.
Поред дугогодишње службе Богу и народу он је дао својој отаџбини и одличног војника. Он је отац армијског генерала и начелника Генералштаба Милана Миловановића.

## Свети Тадеј Витовнички
Свети Тадеј Витовнички рођен је на Томиндан 6. октобра 1914. године у селу Витовница, близу самог манастира Витовнице. Одлази 1932. године у манастир Миљково и постаје искушеник. Игуман Миљковог манастира Амвросије (Курганов) оставља велики утисак на Светог Тадеја, то јест тадашњег искушеника Томислава.
Након годину дана 1933. године игуман Амвросије млад се упокојио у својој 39. години и братство манастира се разилази. Један део одлази у манастир Горњак где је игуман био такође Рус, и тој групи се придружује и искушеник Томислав, будући свети Тадеј Витовнички. У Горњаку бива замонашен 1935. године и рукоположен 1937. године. Живећи са Русима у Миљкову и Горњаку добро је изучио руски језик.
Манастир Пећка Патријаршија је 1939. године тражила од Патријарха Димитрија испомоћ у једном јеромонаху. Патријарх одлучује да се пошаље јеромонах Тадеј као најмлађи ученик монашке школе у манастиру Раковици. Од 1939. године до 1955. године боравио је на Косову уз прекиде током Другог светског рата које је провео у Витовници. Од 1947. године јеромонах Тадеј постаје игуман Пећке Патријаршије. Ондашње власти му отежавају боравак на Косову те се 1955. године враћа у родну Браничевску епархију и ставља на располагање епископу Хризостому који га поставља за игумана манастира Горњака. Од тада преузима духовну бригу и о манастиру Витовници.
Постављен је за игумана Витовнице 1962. године. Због недостатка монаштва и свештенства повремено је у краћим периодима опслуживао и друге манастире и парохије у Епархији браничевској. Упокојио се 2003. године. Од стране верника препознат је као савремени светитељ, а његов гроб у Витовници место је окупљања великог броја људи.

## Манастирска библиотека
У манастиру су извршени преписи многих значајних књига и створена је велика библиотека. У каснијим сеобама монаси су одлазили на разне стране света, па се данас књиге и друге драгоцености могу наћи у Народној библиотеци у Београду, Кијеву, Сремским Карловцима, манастиру Пакри. Сребрна чаша из 1662. сачувана је у Бешенову, а сребрни печат витовничког игумана Висариона, из 1703. године налази се у манастиру Крушедол. У манастиру и данас постоје богослужбене књиге „Србљак” и „Часлав” у којима постоје записи о животу манастира Витовнице.

## Галерија
- Манастир Витовница1
- Манастир Витовница2
- Натпис на манастиру Витовница
- Споменик Архимандриту Хаџи-Стефану
- Гроб Светог Тадеја
- Витовнички анафорник, XVII век, детаљ